# Supercupa României 2020
La Supercupa României 2020 è stata la 22ª edizione della Supercoppa rumena, che si è disputata il 15 aprile 2021 allo Stadio Ilie Oană di Ploiești tra il CFR Cluj, vincitore del campionato ed il FCSB, vincitore della coppa nazionale. Il CFR Cluj ha conquistato il trofeo per la quarta volta nella sua storia.

## Le squadre
| Squadre  | Qualificazione                           | Partecipazioni precedenti (il grassetto indica la vittoria)           |
| -------- | ---------------------------------------- | --------------------------------------------------------------------- |
| CFR Cluj | Vincitore della Liga I 2019-2020         | 6 (2009, 2010, 2012, 2016, 2018, 2019)                                |
| FCSB     | Vincitrice della Cupa României 2019-2020 | 11 (1994, 1995, 1998, 1999, 2001, 2005, 2006, 2011, 2013, 2014, 2015) |

## Tabellino
| Arbitro: | Radu Petrescu |

|                            |                      |                       |
| Rondón Păun Chipciu Camora | Tiri di rigore 4 – 1 | Radunović Perianu Șut |